# Rooney
Rooney is een Amerikaanse rockband uit Los Angeles. In 2007 scoorde de band een hit met de single When did your heart go missing?.
De groep bestaat naast zanger Robert Carmine uit Matthew Winter, Ned Brower, Taylor Locke en Louie Stephens.
De eerste paar jaren bracht de groep in eigen beheer enkele ep's uit, waarvan Deli meats in 2000 de eerste was.
Het duurde tot 2002 totdat een platencontract bij het Geffen-label getekend kon worden. Vervolgens werd in 2003 het debuutalbum Rooney uitgebracht. In de zomer van 2007 kwam het tweede album Calling the world uit, waarvan de single When did your heart go missing? komt. Eind september 2007 komt de single binnen in de Nederlandse Top 40.

## Discografie

### Albums
| Album met eventuele hitnotering(en) in de Nederlandse Album Top 100 | Datum van verschijnen | Datum van binnenkomst | Hoogste positie | Aantal weken | Opmerkingen |
| ------------------------------------------------------------------- | --------------------- | --------------------- | --------------- | ------------ | ----------- |
| Rooney                                                              | 2003                  | -                     |                 |              |             |
| Calling the world                                                   | 2007                  | -                     |                 |              |             |
| Eureka                                                              | 2010                  | -                     |                 |              |             |

### Singles
| Single met eventuele hitnotering(en) in de Nederlandse Top 40 | Datum van verschijnen | Datum van binnenkomst | Hoogste positie | Aantal weken | Opmerkingen |
| ------------------------------------------------------------- | --------------------- | --------------------- | --------------- | ------------ | ----------- |
| When did your heart go missing?                               | 2007                  | 29-09-2007            | 27              | 6            |             |
| Are you afraid?                                               | 2008                  | 05-04-2008            | tip16           | -            |             |
| I Can't Get Enough                                            | 2010                  | 10-09-2010            | -               | -            |             |